# Voices (альбом Wormrot)
Voices — третий студийный альбом сингапурской грайндкор-группы Wormrot, выпущенный 14 октября 2016 года на лейбле Earache Records. В записи альбома принял участие новый барабанщик коллектива — Виджеш Гхаривала (англ. Vijesh Ghariwala).

## Продвижение
20 июля 2016 года группа анонсировала выход нового студийного альбома и выпустила сингл «Fallen Into Disuse». Музыкальное видео на клип было снято во время выступления коллектива на фестивале KL Metalcamp в Куала-Лумпуре, Малайзия, и выложено 19 августа. По словам вокалиста Арифа, песня рассказывает о «бессознательном уходе от реальности. Отчаянная попытка быть принятым в норму, потерпевшая полный провал». Гитарист Wormrot Расид комментирует: «Прошло слишком много времени; наконец-то пришло подходящее время сделать это. Мы очень рады наконец-то выпустить наш самый проникновенный альбом на сегодняшний день».
13 октября вышел второй сингл «Shallow Standards». Релиз альбома состоялся 14 октября 2016 года на лейбле Earache Records.

## Отзывы критиков
Альбом получил положительные отзывы от музыкальных критиков. Джон Д. Бьюкенен из AllMusic оценил альбом в 4 балла из 5 и написал, что этот альбом — «идеальное сочетание старого доброго грайндкора с тонкими прогрессивными влияниями и высококачественным современным продакшном». По его словам, это один из лучших метал-альбомов года, благодаря которому Wormrot «встали в один ряд с крупнейшими именами в жанре». Рецензент журнала Exclaim! Дениз Фальзон поставил альбому оценку в 8 баллов из 10: «Их самый динамичный релиз на сегодняшний день. Voices демонстрирует более зрелых Wormrot, прогрессирующий их звук, но при этом излучающий столько же ярости и отчаяния, как и раньше». Журналист портала Metal Injection, оценивший альбом в 10 баллов из 10, пишет: «Voices — это эволюция для Wormrot, и пока что это лучший грайндкор-релиз года. Пройдёт много времени, прежде чем грайндкор получит лучший альбом, чем этот». Саймон К. из Sputnikmusic негативно высказался об экспериментах: «композиции кажутся затянутыми, скучными»; однако остальную часть альбома он оценил: «За вычетом нескольких провальных песен, первые 15 треков представляют собой достойный стандарт высококачественного грайндкора, чего и следует ожидать от альбома Wormrot».

## Список композиций
| №                   | Название                                 | Длительность |
| ------------------- | ---------------------------------------- | ------------ |
| 1.                  | «Blockhead Fuck Off»                     | 1:06         |
| 2.                  | «Hollow Roots»                           | 0:56         |
| 3.                  | «Exit Fear»                              | 0:42         |
| 4.                  | «God’s in His Heaven»                    | 1:03         |
| 5.                  | «Oblivious Mess»                         | 1:23         |
| 6.                  | «Descending Into the Unknown»            | 0:50         |
| 7.                  | «Dead Wrong»                             | 0:08         |
| 8.                  | «Fallen Into Disuse»                     | 1:19         |
| 9.                  | «The 1st World Syndrome»                 | 1:19         |
| 10.                 | «Shallow Standards»                      | 0:52         |
| 11.                 | «Fake Moral Machine»                     | 1:11         |
| 12.                 | «Forced Siege»                           | 1:17         |
| 13.                 | «Take Aim»                               | 1:12         |
| 14.                 | «Still Irrelevant»                       | 0:05         |
| 15.                 | «Eternal Sunshine of the Spotless Grind» | 1:00         |
| 16.                 | «Compassion is Dead»                     | 2:48         |
| 17.                 | «Buried the Sun»                         | 2:44         |
| 18.                 | «Defaced»                                | 0:59         |
| 19.                 | «The Face of Disgrace»                   | 1:14         |
| 20.                 | «Outworn»                                | 3:48         |
| Общая длительность: | Общая длительность:                      | 25:56        |

## Участники записи
- Arif — вокал
- Rasyid — гитара, бас-гитара, шумы
- Vijesh — ударные, перкуссия